# خورخه وارگاس گونزالس

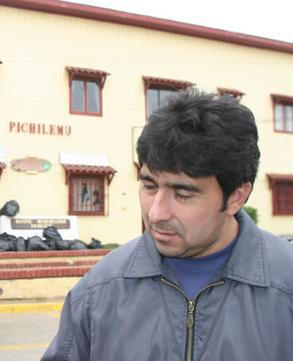
خورخه وارگاس گونزالس

خورخه وارگاس گونزالس (به اسپانیایی: Jorge Vargas González)، یک سیاست‌مدار، خواننده، آهنگ‌ساز و شهردار شهر پیچیلمو شیلی از سال ۱۹۹۷ تا ۲۰۰۷ است. خورخه واگاس در ۸ فوریهٔ ۱۹۶۷ در پیچیلمو به دنیا آمده‌است.